# Rhitymna kananggar
Rhitymna kananggar är en spindelart som beskrevs av Jäger 2003. Rhitymna kananggar ingår i släktet Rhitymna och familjen jättekrabbspindlar. Inga underarter finns listade i Catalogue of Life.